# 1,1-ジメチルエチレンジアミン
1,1-ジメチルエチレンジアミン（英語: 1,1-dimethylethylenediamine）は、化学式が (CH3)2NCH2CH2NH2 の有機化合物である。魚臭のある無色の液体で、第一級および第三級アミンである。金属触媒合成用のキレート剤として使用される。クロロピラミンの前駆体でもある。